# Serpentine Bridge
Serpentine Bridge je památkově chráněný most postavený přes vodní úsek Long Water antropogenního jezera Serpentine v Hyde Parku v městském obvodu Wesminster města Londýn.

## Historie a popis
Serpentine Bridge je zděný granitový silniční obloukový most, jehož stavba proběhla v letech 1825–1828. Most je památkově chráněn od 14. ledna 1970. Most má 5 oblouků a je vyzdoben balustrádovou atikou a konzolovými římsami.

## Další informace
Kolem začátku a konce mostu vede turistická trasa Diana, Princess of Wales Memorial Walk.

## Galerie

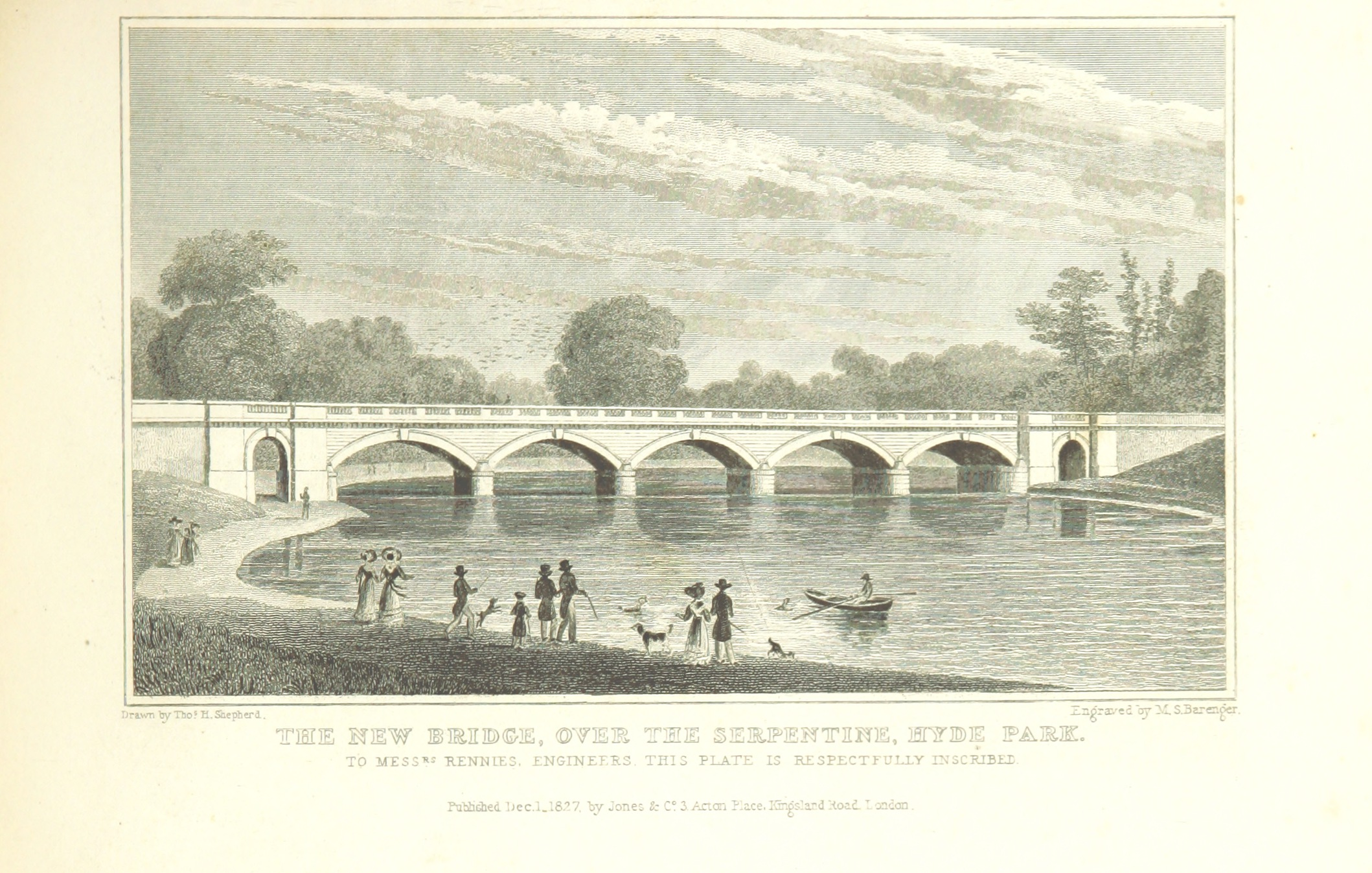
Historická pohlednice
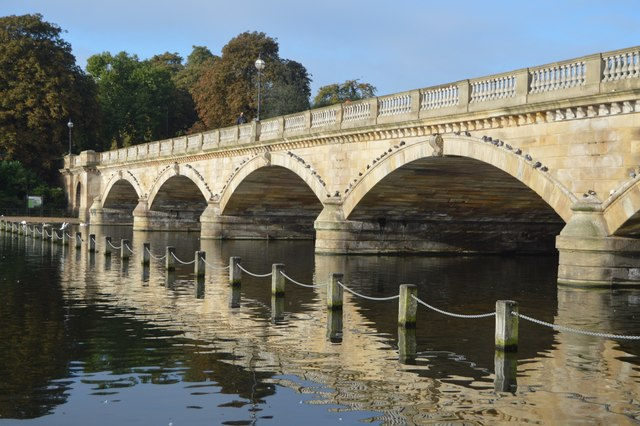
Spodní pohled
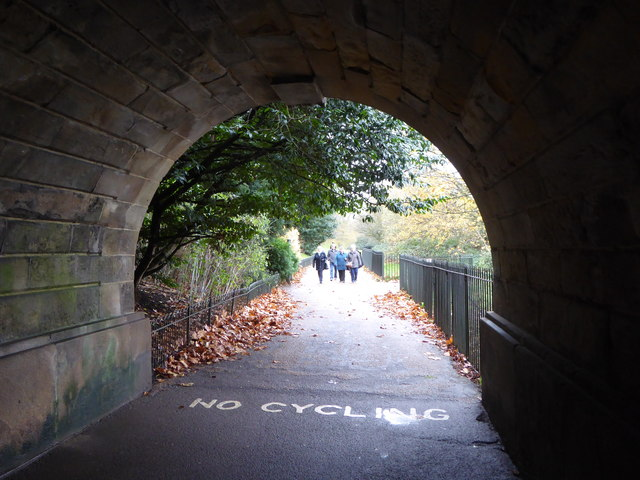
Průchod pod mostem
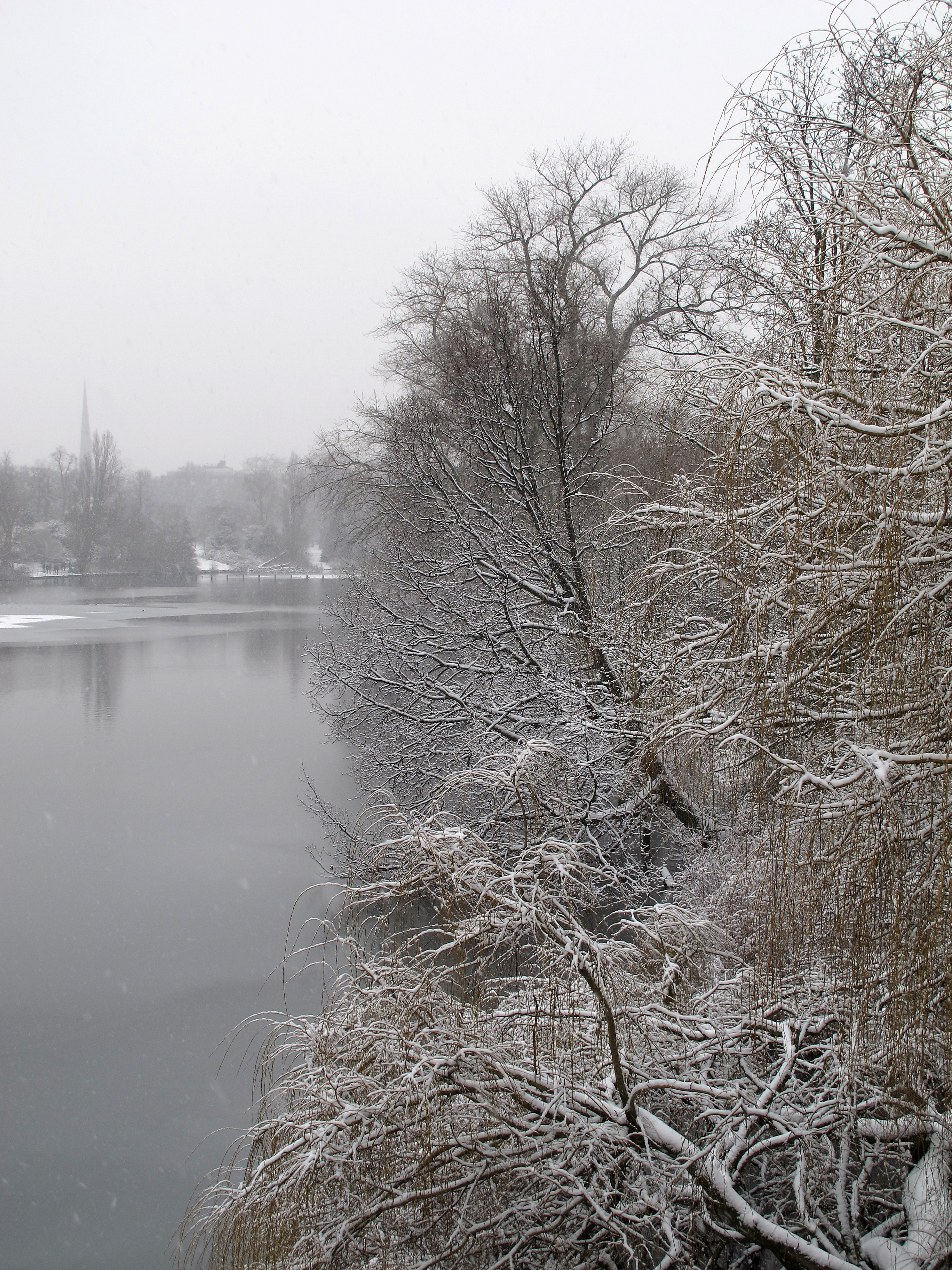
Zimní výhled z mostu